# 연안동
연안동(沿岸洞)은 인천광역시 중구의 행정동이다. 관광특구 지역이며 수도권 서해 연안관광 및 대중국 서해 해상무역의 기항으로써 인천국제여객터미널, 인천연안 여객터미널 등 주요시설이 들어서 있다. 해양관광도시의 잠재력이 있고, 수출입항으로 많은 물류, 경제활동의 중심지이다. 인천종합어시장, 활어시장을 포함한 수산물의 집산지이자 각종 어류 및 해산물을 취급하고 있다.

## 개요
연안동은 수도권 서해 연안관광 및 대중국 해상무역의 기항으로써 인천항연안여객터미널(일명 연안부두)과 바다와 접하고 있는 명소인 해양친수공원 등이 있으며, 종합어시장을 비롯하여 회센터 등 다양한 먹거리 음식을 맛볼 수 있는 곳이다.

## 연혁
- 1985년 11월 15일 중앙동에서 분동[2]
- 1986년 12월 23일 현청사 신축
- 1995년 1월 1일 인천광역시 중구 연안동으로 명칭 변경[3]

## 법정동
- 북성1가
- 항동7가

## 교육
- 연안초등학교

## 공공기관
- 인천세관
- 인천해양경찰서남항출입항신고서
- 인천해양경찰서 연안지서
- 인천지방해양수산청 연안분실
- 인천항동우체국
- 연안동주민센터
- 연안파출소
- 연안 119 안전센터(연안소방서)
- 인천중부소방서 소방정대
- 인천항 해상 교통관제센터
- 국립해양조사원 인천조위관측소
- 해양환경관리공단 인천지사

## 교통원
- 국제여객선제1터미널
- 연안여객터미널
- 관공선부두
- 인천 역무선부두